# Cosmos Club
Le Cosmos Club est une association de type 501c de Washington D.C. aux États-Unis.

## Histoire
Le Cosmos Club est fondé par John Wesley Powell le 16 novembre 1878 en tant que Gentlemen's club. L'association œuvre en science, en littérature et en art et à pour but l'amélioration mutuelle par les rapports sociaux. 
Les fondateurs d'origine sont :
- Clarence Edward Dutton, géologue et officier de l'armée
- Frederick Miller Endlich, chimiste et géologue
- Henry Gannett, géographe
- Theodore Nicholas Gill, zoologiste
- William Harkness (en), astronome et mathématicien
- Edward Singleton Holden, astronome et mathématicien
- Garrick Mallory (en), ethnologue et officier de l'armée
- William Manuel Mew, médecin et chimiste
- John Wesley Powell, géologue, anthropologue, explorateur et officier de l'armée
- James Clarke Welling (en), journaliste et éducateur.

Les membres du Cosmos Club comprennent trois présidents des États-Unis, deux vice-présidents, des juges de la Cour suprême des États-Unis, des artistes, des écrivains, des hommes d'affaires, des représentants du gouvernement, des journalistes, des scientifiques et des présidents d'université, 36 lauréats du prix Nobel, 61 lauréats du prix Pulitzer et 55 médailles présidentielles de Bénéficiaires de la Liberté. En 1988, le Club s'est ouvert aux femmes. 